# Espèces menacées (film)
Ne doit pas être confondu avec Espèce menacée.
Pour plus de détails, voir Fiche technique et Distribution.
Espèces menacées est un film franco-belge réalisé par Gilles Bourdos, sorti en 2017.

## Synopsis
Le film débute sur la rencontre entre Joséphine et Tomasz. Les deux jeunes mariés commencent par se disputer, Joséphine ne reconnaît pas Tomasz, l'homme change de comportement. Un an plus tard, nous découvrons l'évolution de leurs comportements et la réaction des parents de Joséphine. 

## Fiche technique
- Titre français : Espèces menacées
- Réalisation : Gilles Bourdos
- Scénario : Michel Spinosa, Gilles Bourdos, d'après le roman Turks fruit de Jan Wolkers
- Musique : Alexandre Desplat
- Photographie : Ping Bin Lee
- Montage : Yannick Kergoat
- Production : Kristina Larsen
- Société de production : Les Films du Lendemain, Les Films du Fleuve en association avec Cofinova 12
- Pays d'origine :  France,  Belgique
- Langue originale : français
- Budget : 3 596 431 euros[1]
- Format : couleur - 1,85:1 - 35 mm
- Genre :  drame
- Durée : 105 minutes
- Dates de sortie[2] :

Italie : 31 août 2017 (Festival de Venise)
France : 27 septembre 2017

## Distribution
- Alice Isaaz : Joséphine Kaufman
- Vincent Rottiers : Tomasz
- Grégory Gadebois : Joseph Kaufman
- Suzanne Clément : Edith Kaufman
- Éric Elmosnino : Vincent Lamblin

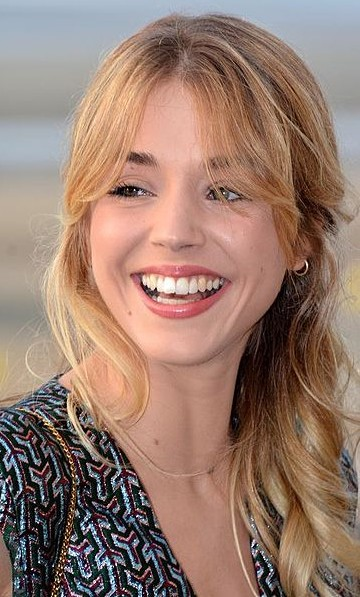
L'actrice principale Alice Isaaz, l'année de tournage du film.

- Alice de Lencquesaing : Mélanie Lamblin
- Carlo Brandt : Yann Petersen
- Agathe Dronne : Marie Lamblin
- Damien Chapelle : Anthony Gardet
- Brigitte Catillon : Nicole Gardet
- Pauline Etienne : Anna
- Frédéric Pierrot : Laurent Gardet

## Distinctions
- Le film a été sélectionné à la 74ème édition de la Mostra de Venise dans la section Orizzonti.